# Kōkichi Sugihara
Kōkichi Sugihara (en japonès 杉原厚吉, nascut el 29 de juny de 1948 a la prefectura de Gifu)  és un matemàtic i artista japonès conegut per les seves il·lusions òptiques tridimensionals que desafien el nostre sentit visual, estirant objectes fins al punt més alt de la teulada d'un edifici, i fent que tubs circulars semblin rectangulars. Les seves il·lusions, que sovint impliquen vídeos d'objectes tridimensionals mostrats des de perspectives escollides amb cura, van guanyar el primer lloc al Concurs Millor il·lusió de l'any el 2010, 2013, 2018, i 2020, i segon lloc el 2015, i el 2016.